# Тіло фон Зеебах
Тіло фон Зеебах (нім. Thilo von Seebach; 30 червня 1890, Лейпциг — 21 жовтня 1966, Ресрат) — німецький військово-морський діяч, віцеадмірал крігсмаріне (1 січня 1941). Кавалер Німецького хреста в сріблі.

## Біографія
1 квітня 1910 року вступив на флот кадетом. Пройшов підготовку на важкому крейсері «Фрейя» і у військово-морському училищі. З 1913 року служив в Китаї. Учасник Першої світової війни, з 11 червня 1914 року — вахтовий офіцер артилерійського корабля «Ільтіс», з 8 серпня 1914 року — командир 8-ї батареї фортеці Циндао. 8 листопада 1914 року фортеця капітулювала, і Зеебах був поміщений в табір для військовополонених. У грудні 1919 року звільнений і в лютому 1920 року повернувся в Німеччину.
31 травня 1920 року прийнятий у ВМФ, служив в частинах берегової оборони. З 1 березня 1922 року — 3-й артилерійський офіцер на лінійному кораблі «Брауншвейг», з 25 вересня 1923 року — інструктор школи берегової артилерії. З 3 жовтня 1927 року — 2-й артилерійський офіцер на лінійному кораблі «Сілезія», з 28 вересня 1928 року — 1-й артилерійський офіцер на лінійному кораблі «Шлезвіг-Гольштейн», з 25 лютого 1930 року — «Ганновер». 4 вересня 1930 року призначений начальником школи берегової артилерії і директором артилерійської випробувальної комісії. З 25 вересня 1936 року — командир лінійного корабля «Сілезія».
З 30 вересня 1937 року — командувач береговою обороною Померанського узбережжя, одночасно в квітні-червні 1939 року виконував обов'язки інспектора морської артилерії (офіційно затверджений 3 квітня 1939 року) і президента артилерійської випробувальної комісії. Одночасно з 7 квітня 1940 по 3 червня 1941 року — командувач береговою обороною на Західній Балтиці. У червні-вересні 1941 року важко хворів і не міг виконувати свої обов'язки, проте після одужання повернувся до їх виконання. 1 квітня 1943 року призначений в розпорядження головнокомандувача ВМС. З 1 липня 1943 року — інспектор артилерії і адмірал для особливих доручень при Вищому морському командуванні в Норвегії. 8 травня 1945 року взятий в полон. 15 жовтня 1947 року звільнений.

## Нагороди
- Рятувальна медаль
- Залізний хрест 2-го класу
- Колоніальний знак
- Почесний хрест ветерана війни з мечами
- Медаль «За вислугу років у Вермахті» 4-го, 3-го, 2-го і 1-го класу (25 років; 2 жовтня 1936) — отримав 4 нагороди одночасно.
- Застібка до Залізного хреста 2-го класу (28 червня 1940)
- Залізний хрест 1-го класу (1 квітня 1941)
- Хрест Воєнних заслуг 2-го і 1-го класу з мечами (1 червня 1943) — отримав 2 нагороди одночасно.
- Нагрудний знак морської артилерії
- Німецький хрест в сріблі (18 квітня 1945)